# Messengers
Messengers es el segundo álbum de estudio de la banda de metalcore August Burns Red, y el primero con el vocalista Jake Luhrs. El álbum salió a la venta el 19 de junio de 2007; el vídeo de la canción «Composure» fue grabado y salió como sencillo el 6 de septiembre de 2007. El segundo vídeo de este álbum fue «Back Burner», que se estrenó en Myspace Music el 13 de agosto de 2008.

## Lista de canciones
| N.º | Título                 | Duración |  |
| 1.  | «The Truth of a Liar»  | 4:12     |  |
| 2.  | «Up Against the Ropes» | 5:04     |  |
| 3.  | «Back Burner»          | 3:42     |  |
| 4.  | «The Blinding Light»   | 5:28     |  |
| 5.  | «Composure»            | 4:13     |  |
| 6.  | «Vital Signs»          | 3:17     |  |
| 7.  | «The Eleventh Hour»    | 4:05     |  |
| 8.  | «The Balance»          | 3:20     |  |
| 9.  | «Black Sheep»          | 3:53     |  |
| 10. | «An American Dream»    | 4:41     |  |
| 11. | «Redemption»           | 6:16     |  |

## Créditos y personal
Miembros
- Jake Luhrs – vocalista
- JB Brubaker – guitarra
- Brent Rambler – guitarra
- Dustin Davidson – bajo, vocalista
- Matt Greiner – baterista

Otros
- Tue Madsen y August Burns Red – producción
- Tue Madsen – mezcla
- Troy Glessner (Spectre Studio) – masterización
- Grabado en Rebel Waltz Studio y Sound Kitchen en Franklin, Tennessee
- Invisible Creature – dirección de arte
- Ryan Clark para Invisible Creature – diseño
- Jerad Knudson – foto de portada
- Dave Hill – foto de la banda

- Datos: Q3294661